# 埃利克塞 (密蘇里州)
埃利克塞（英語：Elixer）是位於美國密蘇里州達拉斯縣的非建制地區。

## 歷史
埃利克塞的郵局於1882年設立，其後於1906年停運。

## 地理
埃利克塞所處的海拔為高於海平面290米（即951英呎），而該地所採用的時區為UTC-6，即北美中部時區（CST）。同時該地設有夏令時間，為UTC-6調快一小時，即UTC-5（CDT）。